# Karesansui

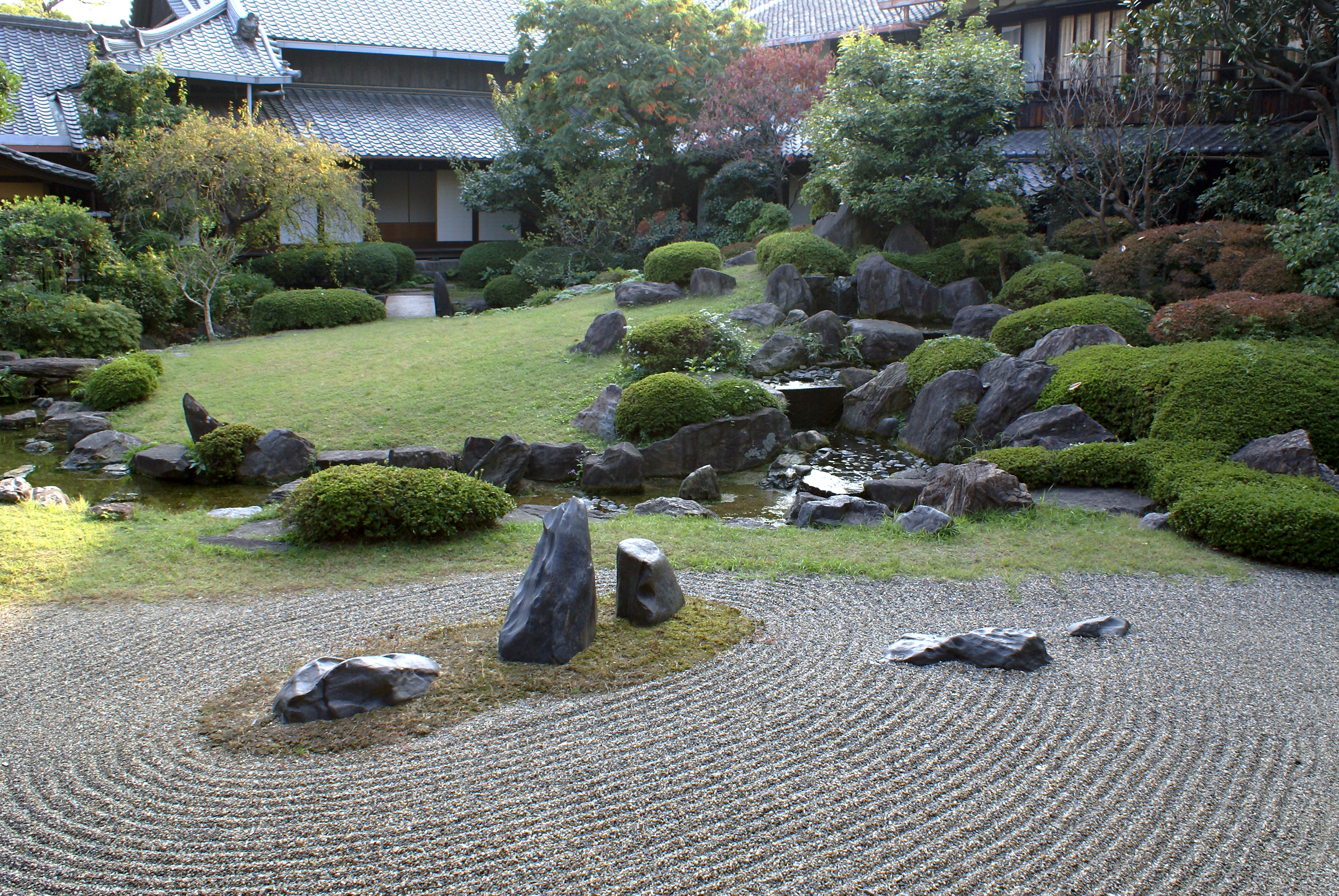
Il karesansui del santuario Shitennō-ji a Osaka.

Il karesansui (枯山水?) è una tipologia di giardino giapponese e, per estensione, dei nihonga (dipinti di scuola giapponese) che lo rappresentano. In lingua italiana è indicato anche come giardino secco o, impropriamente, giardino zen.
La caratteristica principale del karesansui è l'assenza dell'acqua, ovvero uno dei quattro elementi base del giardino giapponese insieme alle rocce, alle piante e agli elementi antropici del paesaggio. Questo vuol dire che anche i giardini in cui è presente una ricca vegetazione, ma non scorre acqua, sono comunque considerati karesansui. Solitamente vengono usati sassi, ghiaia o sabbia per rappresentare in maniera più o meno metaforica corsi d'acqua o stagni, ad esempio allestendo distese di ghiaia bianca modellata per simulare le onde, oppure accorpando grandi rocce come se ospitassero una cascata. Nel tentativo di rappresentare metaforicamente il concetto di acqua, i karesansui hanno raggiunto elevati livelli di astrazione fino a giungere a esiti talvolta criptici in cui l'interpretazione non è univoca, ma demandata all'osservatore o addirittura non esistente affatto.
I vassoi artigianali bonseki sono talvolta paragonati ai giardini karesansui poiché entrambi lavorano sulla disposizione delle pietre, benché su scala e con scopi completamente diversi.

## Nome
Il nome karesansui vuol dire letteralmente "natura secca", dove la parola usata per "natura" è sansui (山水? "montagne e acqua") che compare all'interno del trattato di giardinaggio Sakuteiki scritto nell'XI secolo.
Altri nomi meno comuni con cui viene identificata questa tipologia di giardino sono kasansui (仮山水? "natura provvisoria"), furusansui (故山水? "natura antica"), arasansui (乾泉水? "natura asciugata") e karesansui (涸山水? "natura docile"), che hanno un valore più filosofico e indicano i concetti che sono dietro l'ideazione e la progettazione di questi spazi.

## Storia
I karesansui sono nati all'interno dei palazzi nobiliari shindenzukuri di Kyoto del Periodo Heian (794-1185), dove erano presenti in forma latente, nel senso che non erano stati ancora codificati come spazi a sé stanti, ma inseriti in contesti più ampi che contenevano anche acqua; il karesansui era quindi una delle svariate porzioni di un giardino e non un giardino in sé.
L'elevazione del karesansui a modello indipendente di giardino è stata raggiunta all'interno dei monasteri del buddismo zen durante il Periodo Muromachi (1336-1573), dove erano intesi come rappresentazione astratta della realtà. I monaci zen hanno portato avanti lo sviluppo concettuale e l'emancipazione sia del senso sia dello spazio dei karesansui, esplorandone le possibilità espressive e trasformandolo in modello filosofico di visione del mondo.
Il successo sia in campo laico sia in campo religioso del karesansui è dovuto anche al fatto che elimina una delle necessità base dei giardini giapponesi, ovvero avere una fonte di approvvigionamento idrico; grazie al modello del karesansui è stato possibile costruire giardini anche in zone dove l'acqua era scarsa o difficile da convogliare.

### Critiche
Il concetto di "giardino zen", con cui spesso si identificano i karesansui, viene considerato un falso storico da molti importanti esperti di giardini giapponesi e di buddismo. Essi sostengono che si tratta di una creazione occidentale del XX secolo, che non ha niente a che fare con la tradizione del giardinaggio giapponese. L'estetica del karesansui infatti non è unica dei giardini dei templi zen, ma è storicamente presente nell'ambito di residenze e locali commerciali. Al contempo, i giardini attorno ai templi zen possono avere molti stili differenti, e i giardini secchi sono solo uno di questi.
Il termine "giardino zen" apparve per la prima volta nel libro del 1935 di Loraine Kuck intitolato One Hundred Kyoto Gardens, mentre il primo uso del termine in lingua giapponese non apparve su stampa fino al 1958. Ciò può implicare che qualche studioso giapponese possa aver semplicemente seguito l'uso occidentale, adottando il concetto in voga di "giardino zen" perché già utilizzato e comune fra gli stranieri.
Il libro Themes, Scenes & Taste in the History of Japanese Garden Art di Wybe Kuitert, pubblicato nel 1988, contesta fortemente la correlazione fra Zen e karesansui:
Inoltre Kuitert parla del "giardino zen" da una prospettiva buddista: «[Dal punto di vista di Dogen] il miglior giardino per rappresentare il Sermone del Buddha sarebbe il nulla. O perlomeno non sarebbe sicuramente stato un giardino esteticamente gradevole, il quale avrebbe solamente distratto da una reale ricerca dell'Illuminazione».
Kuitert si mostra ancora più critico traducendo i commenti al tempio Tō-ji di un monaco del Periodo Muromachi: «Chi pratica lo Zen non deve costruire giardini. In una sutra è detto che il Bodhisattva Makatsu, volendo meditare, per prima cosa abbandonò totalmente le cose di questo mondo, tanto il far affari e ottenere profitti quanto il coltivare piante».
L'opinione che i monaci zen usino i giardini per la meditazione è poi smentita dal fatto che in Giappone questi monaci meditano quasi sempre al chiuso, in un edificio detto zendō (禅堂?), sia di fronte a un muro (Sōtō Zen) sia di fronte al centro della stanza (Rinzai Zen), e non di fronte a un paesaggio. Le foto di monaci giapponesi che meditano davanti a giardini di ghiaia sono verosimilmente delle messe in scena turistiche.

## Giardini famosi
In Giappone, i giardini solitamente considerati come i due poli opposti del karesansui sono quello del Saihō-ji e quelli del complesso Daitoku-ji, entrambi costruiti a Kyoto durante il Periodo Muromachi.
Il primo fa parte dei 17 siti inseriti nel Patrimonio dell'umanità dell'UNESCO denominato Monumenti storici dell'antica Kyoto, ed è celebre anche con il soprannome di "tempio del muschio" dato che il suo giardino è foderato da uno strato di muschio che ricopre l'intera superficie calpestabile (viali e ponti inclusi) ed è mantenuto costantemente florido tramite una specifica manutenzione e la limitazione degli ingressi turistici. Anche il karesansui è rivestito di muschio: il tappeto vegetale si adagia sulle rocce disposte a formare una scogliera da cui scende una cascata verde e immobile. Non c'è affatto ghiaia, il punto di vista è unico, e lo spazio è organico e concepito per il godimento estetico.
Il Daitoku-ji invece è un grande complesso composto da 20 distinti edifici religiosi oltre a numerose pagode, stanze per la cerimonia del tè e altre costruzioni. Fra i vari templi interni al Daitoku-ji, i piū rilevanti per quanto riguarda i karesansui sono i monasteri Daisen-in e Zuihō-in. Il primo presenta un celebre karesansui circolare che gira intorno ai quattro lati dell'edificio: la parte iniziale di fronte allo shoin (書院? "sala di scrittura") è complessa e narrativa, ed è costruita come una cascata da cui si originano corsi d'acqua (di ghiaia) e pietre di evidente valore metaforico; nei due lati seguenti la composizione si semplifica gradualmente, e nella quarta e ultima parte di fronte allo hōjō (方丈? "stanza dell'abate") diventa estremamente semplice e astratta, con un cortile completamente vuoto pavimentato a ghiaia bianca e due coni di ghiaia dal significato criptico che invitano all'interpretazione personale. L'altro karesansui interno al Daitoku-ji è quello del monastero Zuihō-in, realizzato nel 1961 dal celebre progettista di giardini del XX secolo Mirei Shigemori. Il complesso è a forma di C: il primo lato lungo presenta un mare (di ghiaia) dalle onde impetuose provenienti da scogli (rocce) che partono dal lato corto, completamente ricoperto di erba e sentieri, fino al secondo lato lungo con una distesa di ghiaia da cui spiccano rocce che compongono una croce latina, a ricordo delle tombe lì presenti dei daimyō Oomoto di Bungo, che erano cristiani. I karesansui dei Daitoku-ji sono razionali, fortemente concettuali, articolati in spazi complessi e basati sull'uso della ghiaia bianca.
All'estero, il karesansui più celebre è quello del tempio Ryōan-ji a Kyoto: è composto da un unico spazio grande 25×10 metri, recintato da un muro di argilla ristrutturato nel 1977, e pavimentato a ghiaia da cui spuntano 15 rocce disposte in gruppi (da sinistra) di 5, 2, 3, 2 e infine 3 elementi. Le pietre sono disposte in maniera tale per cui, una volta sedutisi sulla veranda che si affaccia sul giardino, non è mai possibile osservarle tutte e 15 contemporaneamente da qualunque punto di vista (se non dall'alto). Sono stati proposti vari tentativi di spiegazione della enigmatica disposizione delle pietre: alcune sono metaforiche (la ghiaia rappresenta l'oceano e le pietre rappresentano le isole del Giappone, oppure le rocce rappresentano dei cuccioli di tigre che nuotano verso la madre), altre grafiche (collegando le rocce si disegna il kanji di kokoro (心? "cuore") oppure la costellazione Cassiopea), e altre ancora matematiche, nessuna completamente soddisfacente. A livello religioso, il giardino invita alla riflessione filosofica sull'impossibilità di comprendere a pieno la realtà del mondo, ed è stato di ispirazione al compositore statunitense John Cage per la scrittura di alcuni brani.